# Transmetalacija
Transmetalacija je tip organometalne reakcije koja uključuje transfer liganda sa jednog metala na drugi. Ona ima opšti oblik:
M1–R + M2–R′ → M1–R′ + M2–R
gde R i R' mogu biti, ali nisu ograničeni na, alkil, aril, alkinil, alil, halogen ili pseudohalogenska grupa. Reakcija je obično nepovratan proces zbog termodinamičkih i kinetičkih razloga. Termodinamika će favorizovati reakciju zasnovanu na elektronegativnosti metala, a kinetika će favorizovati reakciju ako postoje prazne orbitale na oba metala. Postoje različite vrste transmetalacije uključujući redoks-transmetalaciju i redoks-transmetalaciju/razmenu liganda. Tokom transmetalacije aktivira se veza metal-ugljenik, što dovodi do stvaranja novih metal-ugljeničnih veza. Transmetalacija se obično koristi u katalizi, sintezi kompleksa glavne grupe i sintezi kompleksa prelaznih metala.

## Tipovi transmetalacije
Postoje dva glavna tipa transmetalacije, redoks-transmetalacija (RT) i redoks-transmetalacija/razmena liganda (RTLE). Ispod, M1 je obično 4d ili 5d prelazni metal, a M2 je obično glavna grupa ili 3d prelazni metal. Gledajući elektronegativnosti metala i liganda, može se predvideti da li će se RT ili RTLE reakcija nastaviti i koje će proizvode reakcija dati. Na primer, može se predvideti da će dodavanje 3 HgPh2 u 2 Al dati 3 Hg i 2 AlPh3 jer je Hg elektronegativniji element od Al.

### Redoks transmetalacija
M1n+–R + M2 → M1 + M2n+–R.
U redoks-transmetalaciji ligand se prenosi sa jednog metala na drugi kroz intermolekularni mehanizam. Tokom reakcije jedan od metalnih centara se oksiduje, a drugi redukuje. Elektronegativnost metala i liganada je ono što uzrokuje da reakcija ide napred. Ako je M1 elektronegativniji od M2, termodinamički je povoljno da se R grupa koordinira sa manje elektronegativnim M2.

### Redok-transmetalacija / zamena liganda
M1–R + M2–X → M1–X + M2–R.
U redoks-transmetalaciji/razmeni liganda, ligandi dva metalna kompleksa menjaju mesta jedan sa drugim, vezujući se za drugi metalni centar. R ligand može biti alkil, aril, alkinil ili alil grupa, a X ligand može biti halogen, pseudohalogen, alkil ili aril grupa. Reakcija se može odvijati u dva moguća međukoraka. Prvi je asocijativni intermedijer, gde R i X ligandi premošćuju dva metala, stabilizujući prelazno stanje. Drugi i manje uobičajeni intermedijer je formiranje katjona gde R povezuje dva metala, a X je anjonski. RTLE reakcija se odvija na usklađen način. Kao i u RT reakcijama, reakcija se pokreće vrednostima elektronegativnosti. X ligand privlače visoko elektropozitivni metali. Ako je M1 elektropozitivniji metal od M2, termodinamički je povoljno da dođe do razmene R i X liganda.